# Igli Hasani

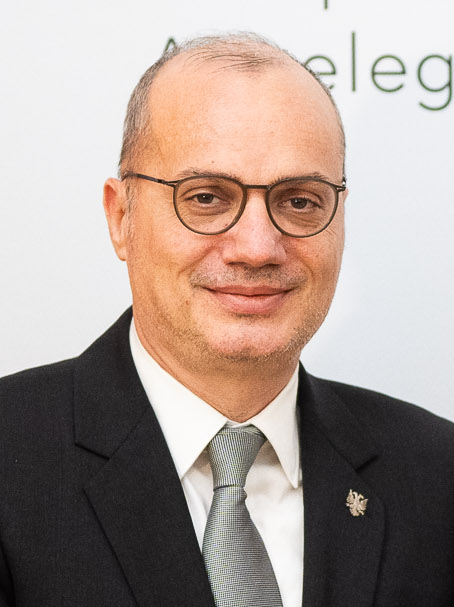
Igli Hasani am 17. November bei einem Empfang in Wien

Igli Hasani ist ein albanischer Politiker (PS). Seit September 2023 ist er Europa- und Außenminister.
Hasani studierte an der Universität Tirana Soziologie, Philosophie und Rechtswissenschaften (2001–2006). Am King’s College London machte er 2006 einen Master in Internationalen Beziehungen.
Von 2001 bis 2018 arbeitete Hasani im Verteidigungsministerium, unter anderem als Medienverantwortlicher (2004–2006), Direktor für Euro-Atlantische-Integration (2013–2014), Direktor für NATO und Außenbeziehungen (2013–2014), Generaldirektor für Verteidigungspolitik (2015–2017), Generalsekretär (2017–2018).
2018 wurde er zum Botschafter Albaniens bei der Organisation für Sicherheit und Zusammenarbeit in Europa (OSZE) und den Internationalen Organisationen (UNO) in Wien berufen. In dieser Funktion leitete er während dem OSZE-Vorsitz Albaniens im Jahr 2020 den Ständigen Rats.
Von 2021 bis 2023 war er Koordinator für Wirtschafts- und Umweltaktivitäten der OSZE.
Im September 2023 wurde er als Nachfolger von Olta Xhaçka zum Außenminister im Kabinett Rama III berufen. 